# St. Josefskongregation
Die St. Josefskongregation, lateinisch Congregatio St. Josephii, mit dem Ordenskürzel CSJ, ist eine römisch-katholische Schwesterngemeinschaft (Kongregation) mit der Regel des Regulierten Dritten Ordens des hl. Franziskus als Grundlage ihrer Lebensform und Mutterhaus in Ursberg.

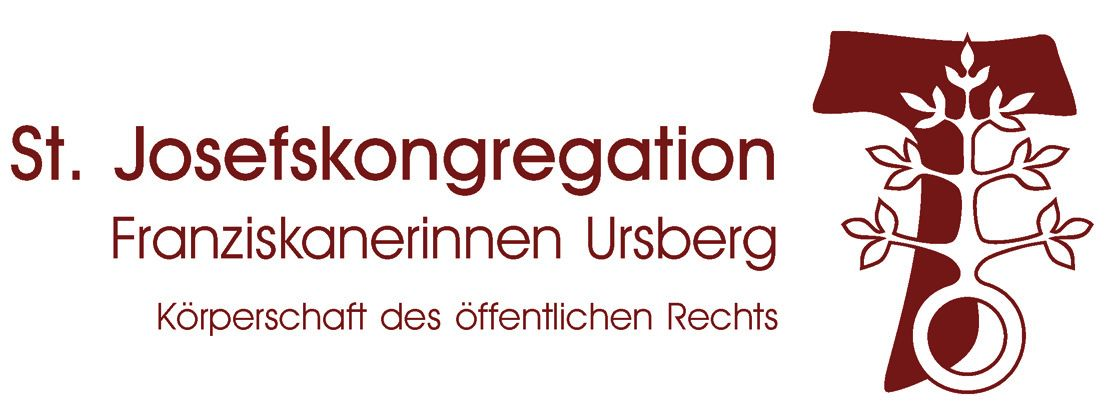
Wort-Bild-Marke der St. Josefskongregation Ursberg

## Geschichte
Die St. Josefskongregation wurde von Dominikus Ringeisen (1835 – 1904), einem Priester der Diözese Augsburg, gegründet.
Am 31. Januar 1897 erfolgte die staatliche und kirchliche Genehmigung zur Gründung der St. Josefskongregation. Sie wird als Kongregation bischöflichen Rechts errichtet. Dem Franziskanerorden wurde sie am 27. Januar 1906 angegliedert. Bei der ersten feierlichen Einkleidung am 19. März 1897 banden sich 115 Frauen an das Leben in der Schwesterngemeinschaft. Die erste Generaloberin wurde Sr. M. Angelina Martin. Dominikus Ringeisen wandte sich in besonderer Weise Menschen mit Behinderungen zu. Für sie schuf er Orte zum Leben und Möglichkeiten, sich zu entfalten: das Dominikus-Ringeisen-Werk. 1884 begann dies mit dem Kauf der ehemaligen Prämonstratenserabtei in Ursberg. Die Schwestern der St. Josefskongregation erfüllten die erforderlichen Aufgaben der Betreuung, Förderung und Beschäftigung der dort lebenden Menschen.
Nach dem Tod von Dominikus Ringeisen (1904) führte die St. Josefskongregation die Behinderteneinrichtung in voller Verantwortung und als alleiniger Träger bis 1996 weiter. Sie stellte sich in diesen Jahren den Herausforderungen und Nöten der Zeit, hielt die Organisation auf aktuellem Stand und übernahm neue Aufgaben.
Über 100 Jahre lebten und wirkten die Schwestern nach dem Auftrag von Dominikus Ringeisen zum Wohl der Menschen mit Behinderungen. Deshalb ist die Geschichte der St. Josefskongregation bis zum Jahr 1996 eng mit der Geschichte des Dominikus-Ringeisen-Werkes verbunden.
1996 verselbständigte die St. Josefskongregation das Dominikus-Ringeisen-Werk als kirchliche Stiftung des öffentlichen Rechts. Die St. Josefskongregation bleibt mit dem Dominikus-Ringeisen-Werk in engem Kontakt – ideell, geistig und soweit möglich auch personell. Sie trägt in dessen Gremien die Ziele und Entwicklungen der Stiftung mit.
Aktuell (August 2019) leben 72 Schwestern in der St. Josefskongregation, die in verschiedenen Bereichen und Aufgabenfeldern tätig sind. Elfte Generaloberin ist Schwester M. Katharina Wildenauer CSJ, die das Amt am 1. Mai 2017 von Schwester M. Edith Schlachter CSJ übernahm und auf sechs Jahre gewählt ist.

## Generaloberinnen
1. Schwester M. Angelina Martin CSJ (19. März 1897 bis 22. März 1933)
2. Schwester M. Desideria Braun CSJ (22. März 1933 bis 12. Mai 1941)
3. Schwester M. Ernesta Weser CSJ (8. Juli 1941 bis 21. September 1953)
4. Schwester M. Mansueta Grübe CSJ (29. Juli 1953 bis 3. Mai 1965)
5. Schwester M. Agia Strell CSJ (7. Juli 1965 bis 17. Februar 1969)
6. Schwester M. Eduardine Rost CSJ (10. Juni 1969 bis 2. November 1976)
7. Schwester M. Redempta Brummer CSJ (10. Februar 1977 bis 31. August 1987)
8. Schwester M. Evangelista Höfer CSJ (1. September 1987 bis 8. September 1999)
9. Schwester M. Gunda Gruber CSJ (8. September 1999 bis 30. April 2011)
10. Schwester M. Edith Schlachter CSJ (1. Mai 2011 bis 30. April 2017)
11. Schwester M. Katharina Wildenauer CSJ (seit 1. Mai 2017)

## Ordensregel
Die Schwestern leben nach der Regel des Regulierten Dritten Ordens des hl. Franziskus. Sie haben eine auf ihre Lebensbedingungen ausgerichtete und im Blick auf die Erfordernisse mehrfach überarbeitete Satzung.
Sie geloben jungfräuliche Keuschheit, Armut und Schlichtheit, Gehorsam und Dienstbereitschaft und stellen sich in den Dienst hilfsbedürftiger Brüder und Schwestern, denen sie in ihren leiblichen und seelischen Nöten beistehen wollen.

## Einrichtungen
Die von Dominikus Ringeisen in Ursberg gegründete Lehrerinnen-Bildungsanstalt wird heute von der St. Josefskongregation als Sprachliches, Sozialwissenschaftliches und Naturwissenschaftlich-Technologisches Gymnasium (Ringeisen-Gymnasium) geführt.
Die St. Josefskongregation ist beteiligt an der Heilbad Krumbad GmbH, an der Klosterbräuhaus Ursberg GmbH. Sie betreibt in Ursberg eine Hostienbäckerei.
Öffentlichkeitsarbeit erfolgt unter anderem über das Klostermuseum in Ursberg und den Josefsboten, eine vierteljährlich erscheinende Publikation der St. Josefskongregation.

## Lebensorte
In Ursberg gibt es Konvente im Mutterhaus und im Haus St. Salvator. Weitere Niederlassungen sind in Krumbad, Pfaffenhausen und Breitbrunn am Ammersee.